# Ipiiba

Ipiiba tillhör kommunen São Gonçalo, vars läge är här markerat.

Ipiiba är ett distrikt i kommunen São Gonçalo i Brasilien och ligger i delstaten Rio de Janeiro. Den ingår i Rio de Janeiros storstadsområde och hade 194 218 invånare vid folkräkningen 2010.